# Polystepha quercifolia
Polystepha quercifolia är en tvåvingeart som först beskrevs av Ephraim Porter Felt 1908.  Polystepha quercifolia ingår i släktet Polystepha och familjen gallmyggor.
Artens utbredningsområde är District of Columbia. Inga underarter finns listade i Catalogue of Life.